# Endochilus plagiatus
Endochilus plagiatus – gatunek chrząszcza z rodziny biedronkowatych i podrodziny Coccinellinae.
Gatunek ten został opisany w 1920 roku przez Alberta Sicarda.
Chrząszcz o ciele długości od 3,15 do 3,18 mm. Głowa ciemnoczerwona z brązowawymi czułkami i wargą górną. Przedpelcze ciemnoczerwone. Obrzeżenia przedplecze i pokryw umiarkowanie szerokie. Pokrywy ciemnoczerwone z czarną plamą biegnącą od nasady do środka długości, czarną otoczką dysku i jaskrawoczerwonym obrzeżeniem. Prącie z długim, piłkowanym wyrostkiem u wierzchołka.
Gatunek afrotropikalny, znany tylko z Wyspy Świętego Tomasza.